# A kód (kvízműsor)
A kód a brit The Exit List magyar változata. A műsor eredetileg az ITV csatornán volt látható, itthon az RTL Klub vetíti. Az adásokban kétfős csapatok játszanak azért, hogy az arénában található huszonhat mezőn levő kérdésekre a lehető legtöbbön jó választ adva minél több pénzt gyűjtsenek össze és minél rövidebb úton jussanak el az utolsó sorig és találják meg a jackpot mezőt. Az összegyűjtött pénzt csak a kódlista visszamondása és a megtett útvonal visszafelé megtétele után kapják meg. A műsort a holland David Grifhorst találta ki.

## Szabályzat

### Az Aréna
Csak az viheti haza a pénzt, aki hibátlanul jegyzi meg a kódot. Aki sok mezőt jár be, sok pénzt gyűjthet – ám annál hosszabb kódot kell megjegyeznie, és annál több válaszra kell emlékeznie a visszafelé vezető úton.
A Kód játékospárosa egy huszonhat mezőből álló, legyező alakú arénában halad mezőről mezőre. Minden mezőhöz tartozik egy kérdés. Az egyes mezőkhöz tartozó nyeremények nagysága soronként növekszik (50 000, 100 000, 150 000, 200 000, 300 000, 500 000). Az 500 ezer forintos sor egyik mezőjén van egy Jackpot mező, ami 5 millió forintot ér, ha jó a Jackpot kérdésre a válasz.
Ha a játékosok helyesen válaszolják meg a kérdést, akkor eltehetik az adott mezőhöz tartozó nyereményt, és továbbléphetnek az arénában előre vagy oldalra. Ha rossz választ adnak, nem tehetik el az adott összeget, és csak oldalra léphetnek tovább.

### Pánikmezők
A huszonhat mező közé öt pánikmezőt is elrejtettek. A pánikmezőn a játékosok rövidtávú memóriáját teszik próbára. A pánikmezőhöz nem tartozik pénzjutalom – ha a játékospáros helyesen oldotta meg a pánikmező feladatát, előre vagy oldalra léphetnek tovább, ha nem sikerül, csak oldalra haladhatnak.
A pánikmezőkön található feladatokban a játékosoknak a vetített képeket és a hozzájuk tartozó feliratokat kell megjegyezniük, majd a feladat során párosítaniuk a képekhez a feliratokat. A passzolt, vagy meg nem válaszolt képek feliratának első betűi alkotják a pánikkódot, ami felkerül a kódlistára. Egy pánikmező megoldásának előnye a végjátékban az, hogy eggyel kevesebb elemű a kódlista, és így a végén tulajdonképpen 7 másodperccel több ideje van a játékosnak kijutni.

### A játék menete
Az aréna legfelső sorában minden mező, azaz minden kérdés 500 ezer forintot ér, valamint ebben a sorban rejtették el az ötmillió forintos jackpotmezőt is. A játékosok természetesen csak akkor vihetik el a jackpot összeget, ha helyesen válaszolják meg a jackpotmező kérdését. Ahhoz, hogy a játékosok elhagyhassák az arénát, minimum 9 mezőt kell bejárniuk. Elméletileg akár összesen 23 mezőt is be lehet járni.

### Beszorulás
Ha a játékospáros rosszul válaszol egy kérdésre és nem tudnak semelyik irányban sem továbbmenni, akkor beszorulnak. Ebben az esetben előreléphetnek, de ekkor elveszítik az addig összegyűjtött pénzt és a következő mezőn üres táskát kapnak. (Ha nem akarnak vagy nem tudnak előremenni, meg is állhatnak az addig összegyűjtött pénzzel.)

### A végjáték
Miután a két játékos úgy dönt, hogy megáll, elkezdődik a végjáték. A műsorvezető két rudat, az úgynevezett sorsrudakat tartja a játékosok elé, és aki a rövidebbet húzza, annak kell kijutnia az arénából. A két játékos csak akkor nyeri meg az addig összegyűjtött összeget, ha a szerencse által kijelölt játékosnak sikerül meghatározott idő alatt (annyiszor 7 másodperc, ahány mezőt bejártak), a korábban bejárt útvonalon végighaladva emlékezetből visszamondania a kódlistát.

### Az ajánlat
A műsor végén, miután a játékosok megálltak és sorsot húztak, az, aki a hosszabb sorshengert húzta, a műsorvezetővel az emelvényre sétál, ahol a műsorvezető egy, az összegyűjtöttnél kisebb összeget ajánl fel neki, melyet a rövidebb sorshengert húzó játékos nem hall, mivel ő egy fejhallgatóval zenét hallgat. Az ajánlatról a döntést a játékos egy konzol mellett véglegesíti. Ha elfogadja az ajánlatot, akkor az összeg garantált nyereményük lesz, azaz független attól, hogy a rövidebbet húzó játékostársa a visszafelé vezető úton helyesen és időben mondja vissza a kódlistát és a megfelelő utat járja be. Illetve ha a játékostársnak nem sikerül a meghatározott idő alatt visszamondania a listát, akkor sem mennek haza üres kézzel.

## A kódlista
A kódlista tartalmazza az egyes mezőkön feltett kérdésekre adott helyes választ, és a pánikmezőkön kapott pánikkódokat. A helyes válaszokon felül az elrontott kérdéseknél mind a négy válaszlehetőség felkerül a kódlistára. A kódlistát a visszafelé úton tetszőleges sorrendben vissza lehet mondani.

## Győzelmi tábla
Az összegyűjtött pénz mellett szereplő zárójeles összegeket a játékosok beszorulás miatt elveszítették.
| Adás | Dátum              | Játékosok             | Összegyűjtött pénz        | Ajánlat      | Ajánlat    | Kijutás      | Nyeremény    |
| ---- | ------------------ | --------------------- | ------------------------- | ------------ | ---------- | ------------ | ------------ |
| 1.   | 2012. november 5.  | Gergő és Zsuzsanna    | 5 900 000 Ft              | 1 800 000 Ft | Elutasítva | Nem sikerült | 0 Ft         |
| 2.   | 2012. november 6.  | Eszter és Veronika    | 6 600 000 Ft              | 3 500 000 Ft | Elutasítva | Sikerült     | 6 600 000 Ft |
| 3.   | 2012. november 7.  | Gergő és Péter        | 1.450 000 Ft              | 600 000 Ft   | Elfogadva  | Nem sikerült | 600 000 Ft   |
| 4.   | 2012. november 8.  | Edina és Norbert      | 1 300 000 Ft              | 750 000 Ft   | Elutasítva | Sikerült     | 1 300 000 Ft |
| 5.   | 2012. november 9.  | Kati és István        | 6 300 000 Ft              | 2 500 000 Ft | Elfogadva  | Nem sikerült | 2 500 000 Ft |
| 6.   | 2012. november 12. | Fanni és Szilárd      | 6 300 000 Ft (550 000 Ft) | 3 000 000 Ft | Elutasítva | Sikerült     | 6 300 000 Ft |
| 7.   | 2012. november 13. | Szilvi és Anikó       | 5 800 000 Ft              | 2 100 000 Ft | Elutasítva | Nem sikerült | 0 Ft         |
| 8.   | 2012. november 14. | Andor és Gergő        | 1 600 000 Ft              | 400 000 Ft   | Elfogadva  | Nem sikerült | 400 000 Ft   |
| 9.   | 2012. november 15. | Bernadett és Róbert   | 1 000 000 Ft              | 400 000 Ft   | Elutasítva | Sikerült     | 1 000 000 Ft |
| 10.  | 2012. november 16. | Gabriella és Izabella | 2 200 000 Ft              | 1 000 000 Ft | Elfogadva  | Nem sikerült | 1 000 000 Ft |
| 11.  | 2012. november 19. | Melinda és István     | 2 300 000 Ft              | 900 000 Ft   | Elutasítva | Nem sikerült | 0 Ft         |
| 12.  | 2012. november 20. | Melinda és Kálmán     | 1 600 000 Ft              | 700 000 Ft   | Elutasítva | Sikerült     | 1 600 000 Ft |
| 13.  | 2012. november 21. | Józsi és Renátó       | 1 600 000 Ft              | 500 000 Ft   | Elfogadva  | Nem sikerült | 500 000 Ft   |
| 14.  | 2012. november 22. | Ákos és Csaba         | 2.150 000 Ft              | 750 000 Ft   | Elutasítva | Nem sikerült | 0 Ft         |
| 15.  | 2012. november 23. | Lilla és Kinga        | 2 000 000 Ft              | 1 200 000 Ft | Elutasítva | Sikerült     | 2 000 000 Ft |
| 16.  | 2012. november 26. | Éva és Orsi           | 1 800 000 Ft              | 700 000 Ft   | Elutasítva | Nem sikerült | 0 Ft         |
| 17.  | 2012. november 27. | Veronika és Zoltán    | 2 300 000 Ft              | 1 000 000 Ft | Elutasítva | Sikerült     | 2 300 000 Ft |
| 18.  | 2012. november 28. | Nóra és László        | 1 300 000 Ft              | 600 000 Ft   | Elfogadva  | Nem sikerült | 600 000 Ft   |
| 19.  | 2012. november 29. | Ági és Kriszta        | 2.150 000 Ft              | 800 000 Ft   | Elutasítva | Sikerült     | 2.150 000 Ft |
| 20.  | 2012. november 30. | Gábor és Tamás        | 2.250 000 Ft              | 1 000 000 Ft | Elutasítva | Nem sikerült | 0 Ft         |
| 21.  | 2012. december 3.  | Márton és Ferenc      | 6 500 000 Ft (150 000 Ft) | 2 500 000 Ft | Elutasítva | Sikerült     | 6 500 000 Ft |
| 22.  | 2012. december 4.  | Zsolt és Luca         | 2.650 000 Ft (150 000 Ft) | 1 300 000 Ft | Elutasítva | Nem sikerült | 0 Ft         |
| 23.  | 2012. december 5.  | Zsolt és Dezső        | 1 800 000 Ft              | 500 000 Ft   | Elfogadva  | Nem sikerült | 500 000 Ft   |
| 24.  | 2012. december 6.  | Fanni és Éva          | 1.850 000 Ft              | 350 000 Ft   | Elfogadva  | Nem sikerült | 350 000 Ft   |
| 25.  | 2012. december 7.  | Eszter és Misi        | 6 300 000 Ft              | 1 800 000 Ft | Elfogadva  | Sikerült     | 1 800 000 Ft |
| 26.  | 2012. december 10. | Mónika és Gábor       | 1 000 000 Ft              | 500 000 Ft   | Elutasítva | Sikerült     | 1 000 000 Ft |
| 27.  | 2012. december 11. | Norbi és Attila       | 1.150 000 Ft              | 350 000 Ft   | Elfogadva  | Nem sikerült | 350 000 Ft   |
| 28.  | 2012. december 12. | Szilvi és Brigi       | 1 900 000 Ft              | 700 000 Ft   | Elfogadva  | Nem sikerült | 700 000 Ft   |
| 29.  | 2012. december 13. | Eszter és Lili        | 2 100 000 Ft              | 700 000 Ft   | Elutasítva | Sikerült     | 2 100 000 Ft |
| 30.  | 2012. december 14. | Ádám és Gábor         | 5 000 000 Ft (650 000 Ft) | 2 300 000 Ft | Elutasítva | Nem sikerült | 0 Ft         |
| 31.  | 2012. december 17. | Zoltán és Réka        | 2 100 000 Ft              | 1 000 000 Ft | Elutasítva | Nem sikerült | 0 Ft         |
| 32.  | 2012. december 18. | Dani és Éva           | 1.250 000 Ft              | 650 000 Ft   | Elfogadva  | Nem sikerült | 650 000 Ft   |
| 33.  | 2012. december 19. | Irén és Renáta        | 900 000 Ft                | 500 000 Ft   | Elfogadva  | Sikerült     | 500 000 Ft   |
| 34.  | 2012. december 20. | Anna és Gergő         | 1 300 000 Ft              | 400 000 Ft   | Elutasítva | Sikerült     | 1 300 000 Ft |
| 35.  | 2012. december 21. | Petra és Sándor       | 1.850 000 Ft              | 700 000 Ft   | Elutasítva | Sikerült     | 1.850 000 Ft |
| 36.  | 2013. január 2.    | Orsi és Dani          | 1 600 000 Ft              | 600 000 Ft   | Elutasítva | Sikerült     | 1 600 000 Ft |
| 37.  | 2013. január 3.    | Hajni és Mátyás       | 1 800 000 Ft              | 480 000 Ft   | Elfogadva  | Nem sikerült | 480 000 Ft   |
| 38.  | 2013. január 4.    | Eli és Linó           | 1.950 000 Ft (150 000 Ft) | 800 000 Ft   | Elfogadva  | Sikerült     | 800 000 Ft   |
| 39.  | 2013. január 7.    | Adél és Bence[†]      | 2 000 000 Ft              | 1 000 000 Ft | Elutasítva | Sikerült     | 2 000 000 Ft |
| 40.  | 2013. január 8.    | András és Anita       | 5 500 000 Ft (300 000 Ft) | 1 000 000 Ft | Elfogadva  | Nem sikerült | 1 000 000 Ft |
| 41.  | 2013. január 9.    | Gábor és Gabi         | 2 500 000 Ft (150 000 Ft) | 1 200 000 Ft | Elfogadva  | Sikerült     | 1 200 000 Ft |
| 42.  | 2013. január 10.   | Flóra és András       | 2 200 000 Ft              | 700 000 Ft   | Elutasítva | Nem sikerült | 0 Ft         |
| 43.  | 2013. január 11.   | Eliza és Tünde        | 1 700 000 Ft (150 000 Ft) | 600 000 Ft   | Elfogadva  | Sikerült     | 600 000 Ft   |
| 44.  | 2013. január 14.   | Gábor és Robert[†]    | 6 800 000 Ft              | 3 000 000 Ft | Elfogadva  | Nem sikerült | 3 000 000 Ft |
| 45.  | 2013. január 15.   | Anna és Áron          | 1 300 000 Ft              | 500 000 Ft   | Elutasítva | Sikerült     | 1 300 000 Ft |
| 46.  | 2013. január 16.   | Éva és Mónika         | 1 800 000 Ft              | 800 000 Ft   | Elutasítva | Nem sikerült | 0 Ft         |
| 47.  | 2013. január 17.   | Marika és Zoltán      | 1 700 000 Ft (300 000 Ft) | 1 000 000 Ft | Elfogadva  | Nem sikerült | 1 000 000 Ft |
| 48.  | 2013. január 18.   | Zsóka és Judit        | 1 500 000 Ft              | 500 000 Ft   | Elfogadva  | Nem sikerült | 500 000 Ft   |
| 49.  | 2013. január 21.   | Zsóka és Kristóf[†]   | 1 500 000 Ft (300 000 Ft) | 700 000 Ft   | Elutasítva | Sikerült     | 1 500 000 Ft |
| 50.  | 2013. január 22.   | Aranka és Erzsébet    | 5 800 000 Ft              | 3 000 000 Ft | Elfogadva  | Sikerült     | 3 000 000 Ft |
| 51.  | 2013. január 23.   | Pali és Eszter        | 2 000 000 Ft (150 000 Ft) | 1 000 000 Ft | Elutasítva | Sikerült     | 2 000 000 Ft |
| 52.  | 2013. január 24.   | Erzsébet és Anita     | 1 500 000 Ft              | 700 000 Ft   | Elutasítva | Nem sikerült | 0 Ft         |
| 53.  | 2013. január 25.   | Orsolya és András     | 2 600 000 Ft              | 1 000 000 Ft | Elutasítva | Sikerült     | 2 600 000 Ft |
| 54.  | 2013. január 28.   | Kinga és Attila[†]    | 2 100 000 Ft              | 1 000 000 Ft | Elfogadva  | Nem sikerült | 1 000 000 Ft |
| 55.  | 2013. január 29.   | Fanni és Tamás        | 6 500 000 Ft (150 000 Ft) | 2 500 000 Ft | Elutasítva | Nem sikerült | 0 Ft         |
| 56.  | 2013. január 30.   | Szilvia és Péter      | 1 800 000 Ft              | 800 000 Ft   | Elutasítva | Sikerült     | 1 800 000 Ft |
| 57.  | 2013. január 31.   | Judit és Katalin      | 6 300 000 Ft              | 2 000 000 Ft | Elfogadva  | Nem sikerült | 2 000 000 Ft |
| 58.  | 2013. február 1.   | Zita és Lajos         | 1 500 000 Ft (150 000 Ft) | 500 000 Ft   | Elutasítva | Nem sikerült | 0 Ft         |
| 59.  | 2013. február 4.   | László és Laci[†]     | 2 500 000 Ft (150 000 Ft) | 1 200 000 Ft | Elfogadva  | Nem sikerült | 1 200 000 Ft |
| 60.  | 2013. február 5.   | Enikő és Klaudia      | 1 300 000 Ft              | 600 000 Ft   | Elfogadva  | Sikerült     | 600 000 Ft   |
| 61.  | 2013. február 6.   | Zsuzsa és Gábor       | 6 300 000 Ft              | 1 800 000 Ft | Elutasítva | Sikerült     | 6 300 000 Ft |
| 62.  | 2013. február 7.   | Mónika és Ági         | 2 300 000 Ft              | 1 000 000 Ft | Elfogadva  | Nem sikerült | 1 000 000 Ft |
| 63.  | 2013. február 8.   | Csenge és Norbert     | 1 300 000 Ft              | 500 000 Ft   | Elutasítva | Sikerült     | 1 300 000 Ft |

Megjegyzés:

↑ †:  - Celeb különkiadás

## Nézettség
A +4-es adatok a teljes lakosságra, a 18–49-es adatok a célközönségre vonatkoznak.
| Epizód  | Vetítés            | +4        | Arány (%) | 18–49   | Arány (%) |
| ------- | ------------------ | --------- | --------- | ------- | --------- |
| 1.      | 2012. november 5.  | 1 599 750 | 33.4      | 580 778 | 34.7      |
| 2.      | 2012. november 6.  | 1 508 176 | 32.3      | 542 275 | 33.4      |
| 3.      | 2012. november 7.  | 1 447 195 | 30.8      | 517 231 | 32.2      |
| 4.      | 2012. november 8.  | 1 524 916 | 32.1      | 553 543 | 33.2      |
| 5.      | 2012. november 9.  | 1 276 435 | 28.5      | 475 654 | 30.3      |
| 6.      | 2012. november 12. | 1 483 097 | 31.5      | 555 224 | 32.8      |
| 7.      | 2012. november 13. | 1 517 570 | 33        | 558 602 | 35.1      |
| 8.      | 2012. november 14. | 1 537 690 | 33.3      | 555 807 | 34.2      |
| 9.      | 2012. november 15. | 1 463 373 | 31.9      | 518 691 | 32.8      |
| 10.     | 2012. november 16. | 1 395 096 | 30.4      | 449 350 | 28.5      |
| 11.     | 2012. november 19. | 1 392 390 | 29,0      | 489 018 | 28,9      |
| 12.     | 2012. november 20. | 1 434 187 | 30,5      | 485 501 | 29,5      |
| 13.     | 2012. november 21. | 1 410 954 | 30,8      | 516 056 | 33,1      |
| 14.     | 2012. november 22. | 1 462 705 | 31,0      | 498 688 | 29,9      |
| 15.     | 2012. november 23. | 1 301 011 | 28,3      | 458 631 | 28,8      |
| 16.     | 2012. november 26. | 1 404 084 | 29,9      | 464 726 | 28,6      |
| 17.     | 2012. november 27. | 1 494 784 | 32,0      | 553 071 | 32,7      |
| 18.     | 2012. november 28. | 1 424 300 | 29,9      | 530 336 | 31,1      |
| 19.     | 2012. november 29. | 1 475 894 | 31,4      | 479 581 | 29,9      |
| 20.     | 2012. november 30. | 1 241 986 | 26,8      | 393 279 | 24,2      |
| 21.     | 2012. december 3.  | 1 334 383 | 27.4      | 410 991 | 24.2      |
| 22.     | 2012. december 4.  | 1 361 654 | 29.6      | 467 297 | 28.4      |
| 23.     | 2012. december 5.  | 1 285 503 | 27.7      | 445 584 | 27.5      |
| 24.     | 2012. december 6.  | 1 344 469 | 29.5      | 483 117 | 30.5      |
| 25.     | 2012. december 7.  | 1 248 722 | 27.5      | 416 988 | 27        |
| 26.     | 2012. december 10. | 1 342 418 | 27.3      | 439 846 | 25.4      |
| 27.     | 2012. december 11. | 1 279 980 | 27.3      | 442 981 | 27.4      |
| 28.     | 2012. december 12. | 1 364 706 | 28.5      | 497 000 | 29.8      |
| 29.     | 2012. december 13. | 1 439 688 | 30.3      | 515 243 | 31.4      |
| 30.     | 2012. december 14. | 1 285 681 | 27.8      | 411 346 | 26.3      |
| 31.     | 2012. december 17. |           |           |         |           |
| Forrás: |                    |           |           |         |           |